# National Board of Review Award de la meilleure actrice dans un second rôle
Le National Board of Review Award de la meilleure actrice dans un second rôle (National Board of Review Award for Best Supporting Actress) est une récompense cinématographique américaine décernée par la National Board of Review depuis 1954.

## Palmarès

### Années 1950
- 1954 : Nina Foch pour son rôle dans La Tour des ambitieux (Executive Suite)
- 1955 : Marjorie Rambeau pour ses rôles dans Au service des hommes (A Man called Peter) et Le Train du dernier retour (The View from Pompey's Head)
- 1956 : Debbie Reynolds pour son rôle dans Le Repas de noces (The Catered Affair)
- 1957 : Sybil Thorndike pour son rôle dans Le Prince et la Danseuse (The Prince and the Showgirl)
- 1958 : Kay Walsh pour son rôle dans De la bouche du cheval (The Horse's Mouth)
- 1959 : Edith Evans pour son rôle dans Au risque de se perdre (The Nun's Story)

### Années 1960
- 1960 : Shirley Jones pour son rôle dans Elmer Gantry le charlatan (Elmer Gantry)
- 1961 : Ruby Dee pour son rôle dans Un raisin au soleil (A Raisin in the Sun)
- 1962 : Angela Lansbury pour ses rôles dans L'Ange de la violence (All Fall Down) et Un crime dans la tête (The Manchurian Candidate)
- 1963 : Margaret Rutherford pour son rôle dans Hôtel international (The V.I.P.s)
- 1964 : Edith Evans pour son rôle dans Mystère sur la falaise (The Chalk Garden)
- 1965 : Joan Blondell pour son rôle dans Le Kid de Cincinnati (The Cincinnati Kid)
- 1966 : Vivien Merchant pour son rôle dans Alfie le dragueur (Alfie)
- 1967 : Marjorie Rhodes pour son rôle dans Chaque chose en son temps (The Family Way)
- 1968 : Virginia Maskell pour son rôle dans Interlude (en)
- 1969 : Pamela Franklin pour son rôle dans Les Belles Années de miss Brodie (The Prime of Miss Jean Brodie)

### Années 1970
- 1970 : Karen Black pour son rôle dans Cinq pièces faciles (Five Easy Pieces) de Bob Rafelson
- 1971 : Cloris Leachman pour son rôle dans La Dernière Séance (The Last Picture Show)
- 1972 : Marisa Berenson pour son rôle dans Cabaret
- 1973 : Sylvia Sidney pour son rôle dans Summer Wishes, Winter Dreams
- 1974 : Valerie Perrine pour son rôle dans Lenny
- 1975 : Ronee Blakley pour son rôle dans Nashville
- 1976 : Talia Shire pour son rôle dans Rocky
- 1977 : Diane Keaton pour son rôle dans Annie Hall
- 1978 : Angela Lansbury pour son rôle dans Mort sur le Nil (Death on the Nile)
- 1979 : Meryl Streep pour ses rôles dans Kramer contre Kramer (Kramer vs. Kramer), Manhattan et La Vie privée d'un sénateur (The Seduction of Joe Tynan)

### Années 1980
- 1980 : Eva Le Gallienne pour son rôle dans Résurrection
- 1981 : Mona Washbourne pour son rôle dans Stevie
- 1982 : Glenn Close pour son rôle dans Le Monde selon Garp (The World According to Garp)
- 1983 : Linda Hunt pour son rôle dans L'Année de tous les dangers (The Year of Living Dangerously)
- 1984 : Sabine Azéma pour son rôle dans Un dimanche à la campagne
- 1985 : Anjelica Huston pour son rôle dans L'Honneur des Prizzi (Prizzi's Honor)
- 1986 : Dianne Wiest pour son rôle dans Hannah et ses sœurs (Hannah and Her Sisters)
- 1987 : Olympia Dukakis pour son rôle dans Éclair de lune (Moonstruck)
- 1988 : Frances McDormand pour son rôle dans Mississippi Burning
- 1989 : Mary Stuart Masterson pour son rôle dans Immediate Family

### Années 1990
- 1990 : Winona Ryder pour son rôle dans Les Deux Sirènes (Mermaids)
- 1991 : Kate Nelligan pour son rôle dans Frankie et Johnny (Frankie and Johnny)
- 1992 : Marisa Tomei pour son rôle dans Mon cousin Vinny (My Cousin Vinny)
- 1993 : Winona Ryder pour son rôle dans Le Temps de l'innocence (The Age of Innocence)
- 1994 : Rosemary Harris pour son rôle dans Tom et Viv (Tom & Viv)
- 1995 : Mira Sorvino pour son rôle dans Maudite Aphrodite (Mighty Aphrodite)
- 1996 : (ex æquo)
  - Juliette Binoche pour son rôle dans Le Patient anglais (The English Patient)
  - Kristin Scott Thomas pour son rôle dans Le Patient anglais (The English Patient)
- 1997 : Anne Heche pour ses rôles dans Donnie Brasco et Des hommes d'influence (Wag the Dog)
- 1998 : Christina Ricci pour son rôle dans Sexe et autres complications (The Opposite of Sex)
- 1999 : Julianne Moore pour ses rôles dans Une carte du monde (A Map of the World) et Un mari idéal (An Ideal Husband) et Magnolia de Paul Thomas Anderson

### Années 2000
- 2000 : Lupe Ontiveros pour son rôle dans Chuck & Buck (en)
- 2001 : Cate Blanchett pour ses rôles dans Les Larmes d'un homme (The Man Who Cried), Le Seigneur des anneaux : La Communauté de l'anneau (The Lord of Rings: The Fellowship of the Ring) et Terre Neuve (The Shipping News)
- 2002 : Kathy Bates pour son rôle dans Monsieur Schmidt (About Schmidt)
- 2003 : Patricia Clarkson pour ses rôles dans Pieces of April et The Station Agent
- 2004 : Laura Linney pour son rôle dans Dr Kinsey (Kinsey)
- 2005 : Gong Li pour son rôle dans Mémoires d'une geisha (Memoirs of a Geisha)
- 2006 : Catherine O'Hara pour son rôle dans For Your Consideration
- 2007 : Amy Ryan pour son rôle dans Gone Baby Gone
- 2008 : Penélope Cruz pour son rôle dans Vicky Cristina Barcelona
- 2009 : Anna Kendrick pour son rôle dans In the Air (Up in the Air)

### Années 2010
- 2010 : Jacki Weaver pour son rôle dans Animal Kingdom
- 2011 : Shailene Woodley pour son rôle dans The Descendants
- 2012 : Ann Dowd pour son rôle dans Compliance
- 2013 : Octavia Spencer pour son rôle dans Fruitvale Station
- 2014 : Jessica Chastain pour son rôle dans A Most Violent Year
- 2015 : Jennifer Jason Leigh pour son rôle dans Les Huit Salopards (The Hateful Eight)
- 2016 : Naomie Harris pour son rôle dans Moonlight
- 2017 : Laurie Metcalf pour son rôle dans Lady Bird
- 2018 : Regina King pour son rôle dans Si Beale Street pouvait parler (If Beale Street Could Talk)

## Récompenses multiples
- 2 : Edith Evans, Angela Lansbury, Winona Ryder